# 2010 en Nouvelle-Zélande
Cet article présente les faits marquants de l'année 2010 en Nouvelle-Zélande.

## Évènements

Régions de Nouvelle-Zélande

- Mercredi 3 mars 2010 : un Allemand est condamné à trois mois de prison pour avoir tenté de faire sortir du pays 16 geckos, des reptiles protégés, d'une valeur marchande estimée à près de 100 000 euros. Il avait été interpellé il y a trois semaines à Christchurch en compagnie de deux autres hommes, un Mexicain et un Ougandais[1].

- Mardi 4 mai 2010 : l'Assemblée nationale française vote la restitution à la Nouvelle-Zélande d'une quinzaine de têtes maories conservées dans les musées français. Le texte a déjà été déjà adopté, à l'unanimité, en juin 2009 par le Sénat. Près de 500 têtes maories étaient réparties dans les musées de la planète, environ 300 ont été restituées. La France en possède de 15 à 20 dont sept à huit au musée du quai Branly et d'autres à Marseille, Dunkerque, Rouen, Lille, Lyon, Nantes, La Rochelle, Rochefort et deux à l'université de Montpellier[2].

- Jeudi 6 mai 2010 : deux jeunes hommes et une jeune femme ont été condamnés pour des pratiques de vampirisme et meurtre. Ils avaient attaqué, mordu et bu le sang d'un homme qui est décédé vraisemblablement à la suite de l'agression[3].

- Mardi 29 juin 2010 : le rapport des experts judiciaires sur l'accident de l'A320 d'Air New Zealand en 2008 au large des Pyrénées-Orientales (France) montre que l'équipage a perdu le contrôle de l'appareil en faisant « un essai dans des conditions inappropriées ».

- Vendredi 20 août 2010 : 53 baleines se sont échouées sur une plage du nord du pays[4].

- Samedi 21 août 2010 : l'équipe des All Blacks remporte le dixième Tri-Nations de rugby de son histoire après avoir battu l'Afrique du Sud (29-22) à Johannesburg. L'ouvreur néo-zélandais Dan Carter avec 1.113 points marqués devient le meilleur réalisateur de l'histoire du rugby, en dépassant l'Anglais Jonny Wilkinson (1.111 pts)[5].

- Samedi 4 septembre 2010 :
  - Île du Sud : un séisme de magnitude 7 a frappé Christchurch, deuxième ville du pays, provoquant d'importantes destructions, l'effondrement de quelques immeubles et fait quelques blessés. Le courant a été coupé. Le ministère de la Défense civile a décrété l'état de crise nationale. L'épicentre était situé à 30 km au nord-ouest à une profondeur de 16,1 km[6].
  - Île du Sud : neuf personnes, dont quatre Européens, ont été tuées dans le crash d'un avion de tourisme Fletcher, de la compagnie « Skydive New Zealand », qui s'est écrasé près d'un site touristique célèbre, le glacier Fox, un haut lieu touristique classé par l'Unesco, sur la côte ouest.

- Mercredi 8 septembre 2010, île du Sud :  une réplique de magnitude 5 qui a causé de nouveaux dégâts s'est produite près de Christchurch déjà éprouvée par le séisme du 4 septembre et l'état d'urgence a été prolongé d'une semaine. Le séisme de samedi, de magnitude 7, a provoqué des dégâts estimés à 2 milliards de dollars néo-zélandais (1,12 milliard d'euros), endommageant environ 100 000 habitations.

- Mercredi 20 octobre 2010 : le Tribunal Waitangi, une commission indépendante mise sur pied pour étudier les questions liées aux Maoris, estime que la langue maori, nommée localement « te reo », est « en déclin de manière inquiétante » parmi la population indigène à la Nouvelle-Zélande et pourrait disparaître si des actions gouvernementales ne sont pas prises de manière urgente[7].

- Vendredi 19 novembre 2010, Île du Sud : une explosion a déclenché un incendie dans la mine de charbon à coke de Pike River, creusée sous la montagne Paraoa, dans le District de Grey, où 29 mineurs sont portés disparus. Une équipe de 20 spécialistes des opérations de secours souterraines sont sur place, dans l'attente des conclusions de l'analyse des échantillons de gaz[8].

- Mardi 23 novembre 2010 : quatre jours après une explosion puissante, l'espoir de retrouver vivants les mineurs disparus s'amenuise tandis que les secouristes ne peuvent toujours pas descendre sous terre en raison de la présence de gaz toxiques. Aucun contact n'a été établi avec les 29 mineurs. Un robot militaire télécommandé envoyé dans le tunnel de la mine mardi matin est tombé en panne après avoir parcouru 550 mètres. Les disparus, âgés de 17 à 62 ans, sont 24 Néo-Zélandais, deux Australiens, deux Britanniques et un Sud-Africain. Après l'explosion, deux mineurs, légèrement blessés, étaient parvenus à revenir à la surface.

- Mercredi 24 novembre 2010 : nouvelle explosion dans la mine de Pike River qui ne laisse plus aucun espoir de retrouver vivants les 29 mineurs ensevelis.

- Vendredi 26 novembre 2010 : troisième explosion dans la mine de Pike River. La veille, le premier ministre John Key, a indiqué qu'il souhaitait une enquête approfondie pour trouver les causes de la plus grande catastrophe minière du pays depuis près d'un siècle.

- Dimanche 28 novembre 2010 : quatrième explosion dans la mine de Pike River ce qui a provoqué un nouvel incendie ce qui remet en question les opérations de récupération des corps des 29 mineurs. Le premier ministre John Key annonce qu'il allait demander au Parlement la création d'une commission dite royale, dotée des pouvoirs les plus importants, pour enquêter sur cette catastrophe. L'avenir des 4 mines souterraines de Nouvelle-Zélande va dépendre des conclusions de cette enquête, mais ces mines sont situées dans des endroits souvent isolés et à faible activité économique[9].